# Dahiru Sadi
Dahiru Sadi (ur. 10 grudnia 1963) – nigeryjski piłkarz grający na pozycji pomocnika. W swojej karierze grał w reprezentacji Nigerii.

## Kariera klubowa
W swojej karierze piłkarskiej Sadi grał w klubach Ranchers Bees FC i belgijskim KFC Eeklo.

## Kariera reprezentacyjna
W reprezentacji Nigerii Sadi zadebiutował w 1985 roku. W 1988 roku wziął udział w Igrzyskach Olimpijskich w Seulu. W kadrze narodowej grał do 1989 roku.